# راسرة شرقية
الرَّاسِرة الشرقيَّة هي إحدى أنواع الأفاعي الأفعوانيَّة غير السَّامَّة المتوطنة في أمريكا الشماليَّة وأمريكا الوسطى. تُعرف في الوسط العلمي باسم Coluber constrictor، بمعنى «الأفعوان العاصر» أو «الأفعى العاصرة». أفاعٍ سوداء مزرقَّة على القسم العلوي من جسدها، ورماديَّة مبيضَّة على الصدر والقسم السفلي.
تصل سرعة هذه الأفاعي إلى 6.5 كيلومترات في الساعة (4 أميال في الساعة)، أي إلى نفس سرعة إنسان حيوي يُهرول، فهي بهذا من أسرع الأفاعي. لا تزال الرَّاسرات الشرقيَّة وافرة العدد في بعض المناطق في أمريكا الشماليَّة، وهي تحظى بالحماية القانونيَّة في ولايتيّ ماين ولويزيانا الأمريكيتين، وفي ولاية أونتاريو الكنديَّة، بما أنها نادرة في تلك الأنحاء سالفة الذِكر.
أبرز المخاطر التي تُهدد هذا النوع هي مُبيدات الآفات التي تترسب في أجساد الحشرات التي تقتات عليها صغار الأفاعي، أمَّا أبرز المخاطر التي تُهدد البوالغ فهي تدمير موائلها الطبيعيَّة بهدف إنشاء المزارع أو التجمعات السكنيَّة، وقتلها مُباشرةً على يد البشر الذين يخشون وجودها على مقربة من مساكنهم، على الرغم من أنها غير سامَّة. يحتفظ البعض بهذه الأفاعي كحيوانات منزلية، وهي مع العناية المُلائمة يُمكن أن تعيش لسنواتٍ عديدة برفقة أصحابها من البشر.

## الانتشار الجغرافي

### الموطن
توجد هذه الأفاعي في الولايات المتحدة شرق الجبال الصخريَّة (جبال الروكي) بشكلٍ رئيسيّ، لكن موطنها يمتد شمالاً أيضًا إلى كندا، وجنوبًا إلى المكسيك، وغواتيمالا وبليز. منها 11 سُلالة يعترف بها العلماء.

### الموائل الطبيعيَّة
تُفضِّلُ هذه الأفاعي سكن المناطق المُجاورة لمصادر المياه، لكن يُمكنُ العثور عليها أيضًا في أراضي الأشجار القمئيَّة، وأكوام النفايات، وجوانب الطرقات، والمُستنقعات، وضواحي المدن؛ فهي أكثر أنواع الأفاعي شيوعًا في ضواحي المدن في ولاية فلوريدا الأمريكيَّة. تُمضي القسم الأعظم من وقتها على الأرض، لكن يُمكن العثور عليها أحيانًا على أغصان الأشجار وفي الجَنَبات، عندما يجتذبها نداء فراخ الطيور.
تُفضِّلُ مُعظم الرّاسرات الموائل الطبيعيَّة المكشوفة من شاكلة الأراضي العشبية، حيث يسمح لها بصرها الحاد وسرعتها الكبيرة بالتفوّق على الضواري والطرائد على حدٍ سواء. كما يُمكنُ العثور عليها في الغابات خفيفة الأشجار والمناطق شبه القاحلة حتَّى. وفي العادة لا تبتعد كثيرًا عن منطقةٍ ذات غطاء نباتيّ يسير يسمح لها بالتخفّي والاختباء إن دعت الحاجة.

## الوصف

### القد
يتراوح طول الرَّاسرات البالغة بين 50 إلى 152 سنتيمترًا (20 إلى 60 إنشًا) في العادة، ووفقًا لكُلِّ نوعٍ على حدى، مع العِلم أنَّ إحدى العينات التي قُبض عليها بلغت طولًا قياسيًّا هو 185.4 سنتيمترات (73.0 إنش). تصل زِنة الأفعى النمطيَّة البالغة منها إلى 556 غرامًا (1.23 رطلًا)، وقلَّما يكون هُناك فرقٌ واضح بين الجنسين من حيث القد.

### الأنماط اللَّونيَّة
تختلفُ الأنماط اللونيَّة اختلافًا واضحًا بين السُلالات المُختلفة. أغلبها قاتمة اللون كما توحي أسمائها العاميَّة (الرَّاسِرة السوداء الشماليَّة، الرَّاسِرة السمراء...إلخ)، فمنها الأسود، ومنها البُني، ومنها الأزرق، ومنها الأخضر. جميع السُلالات باهتة البطن: بعضها أبيض البطن بالكامل، وبعضها الآخر أسمرٌ باهت أو أصفر على القسم السُفلي من جسده. يغلبُ التخطيط على الصغار أكثر من البوالغ، وتتمتع بصف من البقع القاتمة في منتصف ظهرها، أمَّا ذيلها فلا يظهر عليه أي نمط، ومع تقدمها بالسن يبدأ ظهرها باتخاذ لون قاتم وتختفي أنماط الصِّغر بشكل تدريجيّ.

## السلوك

### الغذاء

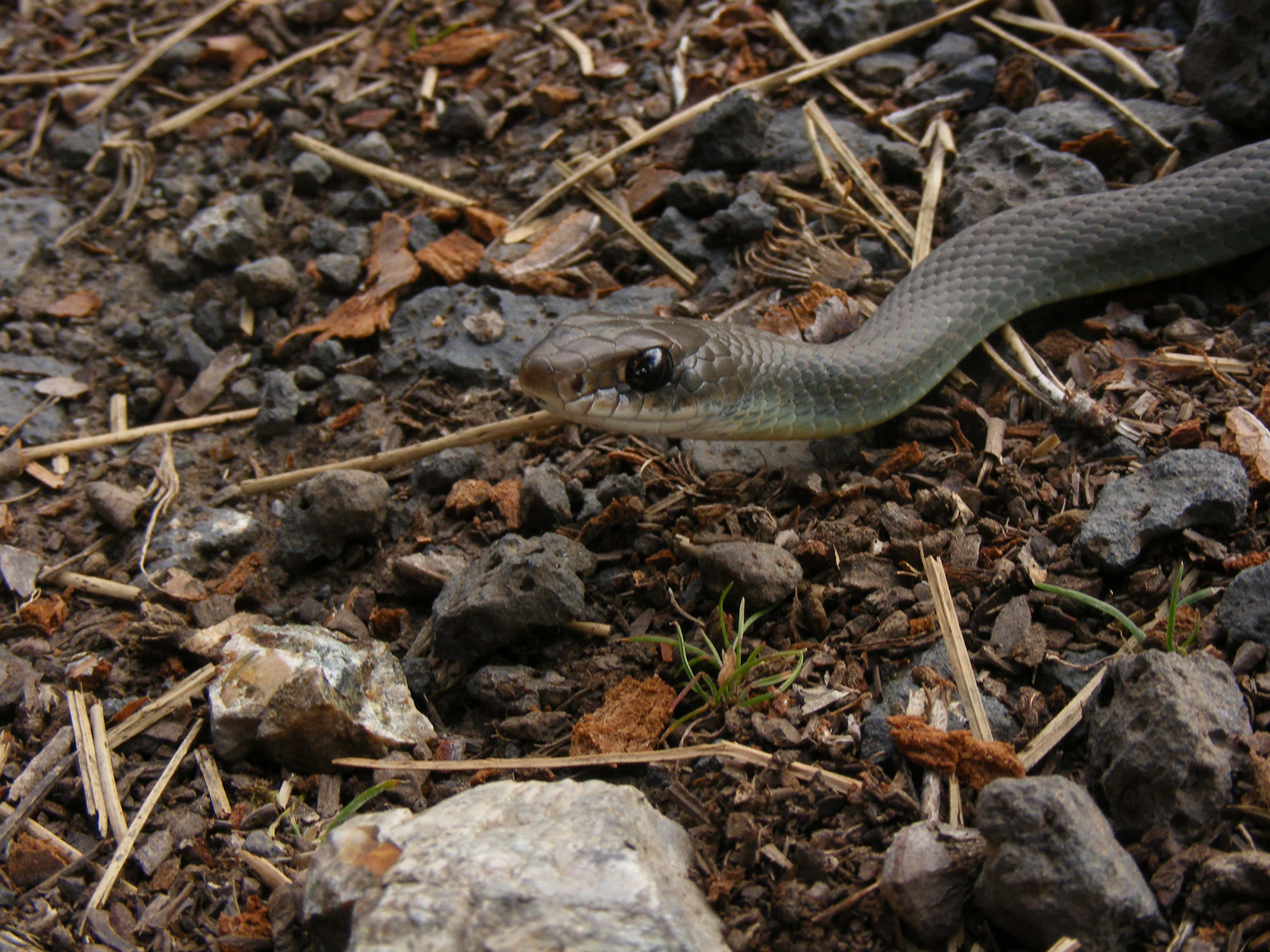
لقطة مُقرَّبة لراسرة غربيَّة صفراء البطن.

تقتات هذه الأفاعي على القوارض الصغيرة، والضفادع، والعلاجيم، والسحالي، والأفاعي الأخرى، بشكلٍ رئيسيّ. ويُعرف عن بعض السُلالات أنها تتسلَّق الأشجار حتى تقتات على البيوض وفراخ الطيور القابعة في أعشاشها. تُفضِّلُ الأفاعي الصغيرة الاقتيات على الحشرات طريئة البطن مثل الجداجد والعُث. على الرُّغم من أنَّ اسمها العلمي constrictor (العاصرة) يوحي أنها تفتك بفرائسها عبر الالتفاف حولها وعصرها حتى الموت، إلا أنها لا تُقدم على هذا السلوك على الإطلاق، بل تُقدمُ على طرح فريستها أرضًا وتثبيتها بجسدها ومن ثمَّ ابتلاعها، وفي الواقع فإنَّ أغلب الفرائس الصغيرة تُبتلعُ حيَّة.

### الحركة

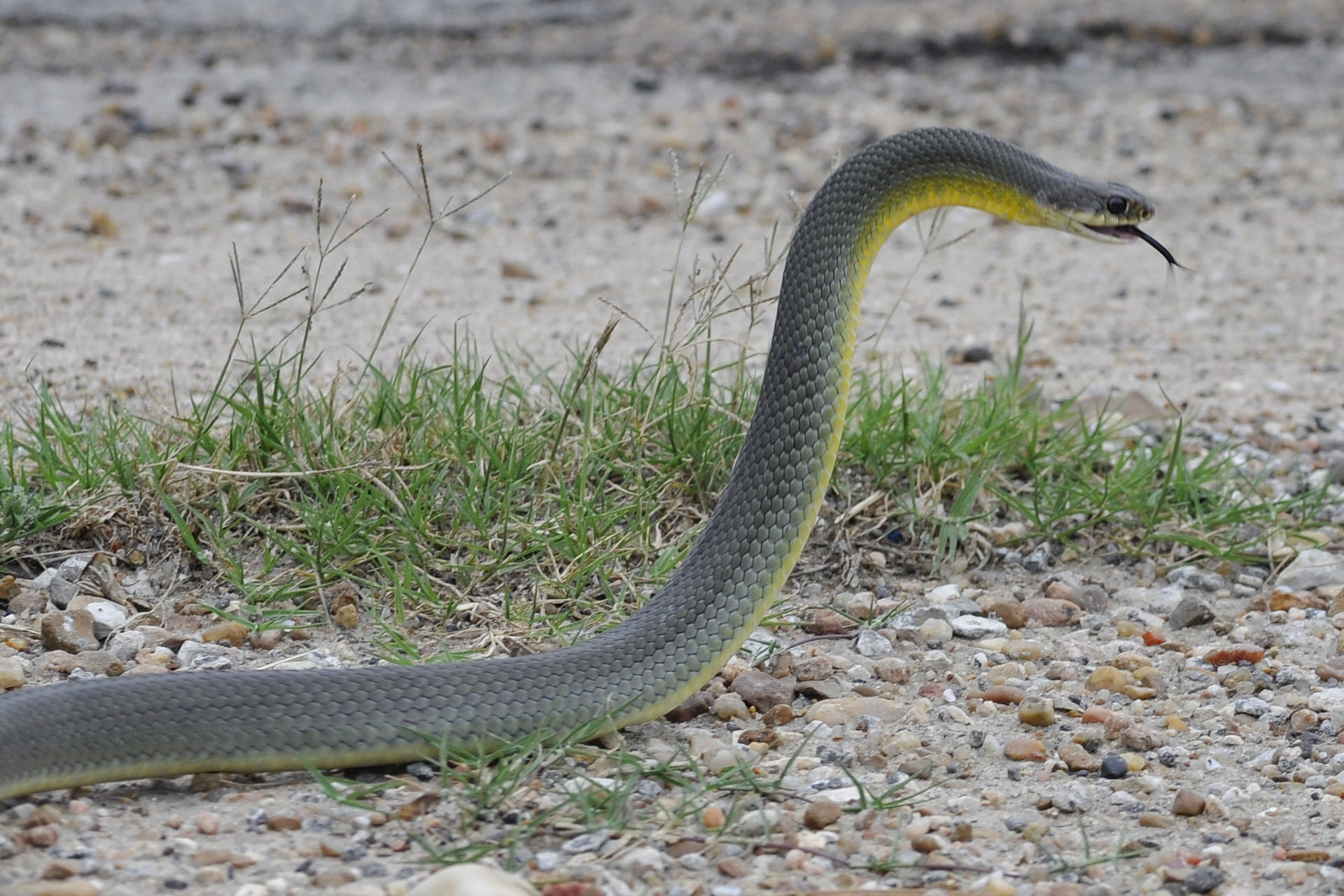
راسرة ترفع رأسها مستكشفةً.

هذه الأفاعي من بين أكثر الأنواع فضوليَّةً، ونظرها حاد دقيق، تُرى في بعض الأحيان وقد رفعت رأسها فوق مستوى العشب الذي تزحف عبره حتى ترى ما حولها. كما يوحي اسمها (الرَّاسرة، مُعرَّبة من Racer، بمعنى المُتسابقة أو العدَّائة)، فإنَّ هذه الأفاعي سريعة للغاية، وغالبًا ما تتمكن من الهرب من أي مُفترس يُلاحقها. على أنَّه إذا تمَّت مُحاصرتها تُقاتلُ مُحاصرها قتالًا عنيفًا، فتعضّه مرارًا وتكرارًا. يصعبُ على المرء إمساك هذه الأفاعي والتعامل معها، فهي كثيرًا ما تلتوي على نفسها، وتتغوَّط على من يُمسكها، وتُطلق رائحةً مسكيَّةً كريهة من بالوعتها. من الوسائل الأخرى التي تُدافع بها عن نفسها هي هزّ ذيلها بين أوراق الأشجار اليابسة بحيثُ تُصدرُ صوتًا شبيهًا بجلجلة الأفاعي المُجلجلة (ذات الأجراس).

### التناسل
تتناسل هذه الأفاعي خلال فصل الربيع، من شهر أبريل حتى أوائل يونيو. بعد حوالي شهر من التناسل، تضع الأنثى ما بين 3 إلى 30 بيضة في عُشٍّ مخفي، من شاكلة: جذعٍ ساقط مُجوَّف، أو جحر مهجور لقارض، أو تحت صخرة. تفقسُ الصغار في أوائل الخريف، ويتراوح طولها عند الفقس بين 20 و26 سنتيمترًا (8-10 إنشات). تبلغ الأفاعي مرحلة النضوج في عامها الثاني تقريبًا. يُعرف عن الرَّاسرات الشرقيَّة أنَّها تضع بيضها في مواقع عموميَّة اشتراكيَّة، أي تلك المواقع حيث وضعت أفاعٍ أخرى بيوضها، ولو كانت من نوعٍ آخر.

## الرَّاسرات الشرقيَّة كرمز
اتخذت ولاية أوهايو من الرَّاسرة الشماليَّة السوداء رمزًا لها. وقد قال مكتب حاكم الولاية في هذا الشأن: «اتُخذت أفعى الرَّاسرة السوداء رمزًا كونها متوطنة في جميع مُقاطعات الولاية الثماني والثمانين، ولأنَّها "صديقة المُزارع"، فهي تفتك بجميع القوارض ناقلة الأمراض».

## السُلالات

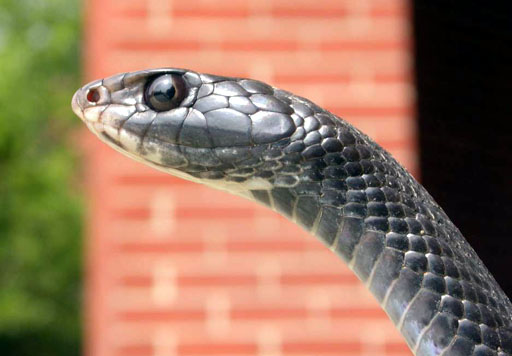
راسرة شماليَّة سوداء، C. c. constrictor.

- راسرة مخيض اللبن، Coluber constrictor anthicus (كوپ، 1862)
- الرَّاسِرة الشماليَّة السوداء، Coluber constrictor constrictor لينيوس، 1758
- الرَّاسِرة السمراء، Coluber constrictor etheridgei ويلسون، 1970
- الرَّاسِرة الشرقية صفراء البطن، Coluber constrictor flaviventris ساي، 1823
- الرَّاسِرة الزرقاء، Coluber constrictor foxii (بايرد وجيرار، 1853)
- الرَّاسِرة بُنيَّة الذقن، Coluber constrictor helvigularis أوفنبيرغ، 1955
- الرَّاسِرة سوداء القناع، Coluber constrictor latrunculus ويلسون، 1970
- الرَّاسِرة المكسيكية، Coluber constrictor oaxaca (يان، 1863)
- رأسِرة الأڤرگلايدز، Coluber constrictor paludicola أوفينبيرغ وبابّيت، 1955
- الرَّاسِرة الجنوبيَّة السوداء، Coluber constrictor priapus دانّ ووود، 1939
- الرَّاسِرة الغربيَّة صفراء البطن، Coluber constrictor mormon (بايرد وجيرار، 1852)[13]

## معرض الصور

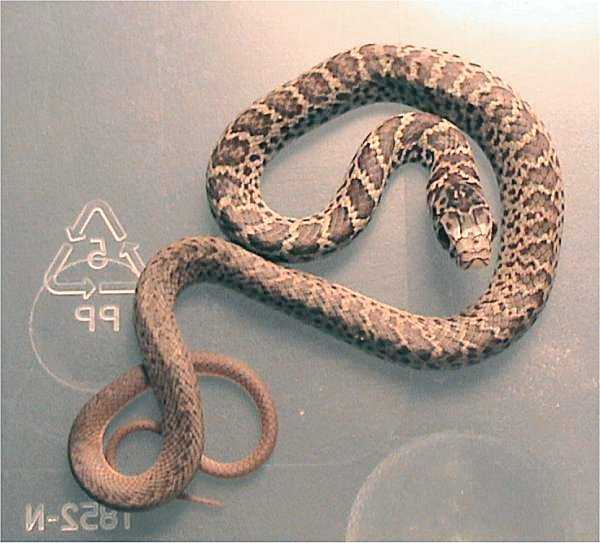
راسرة صفراء البطن يافعة، C. c. flaviventris
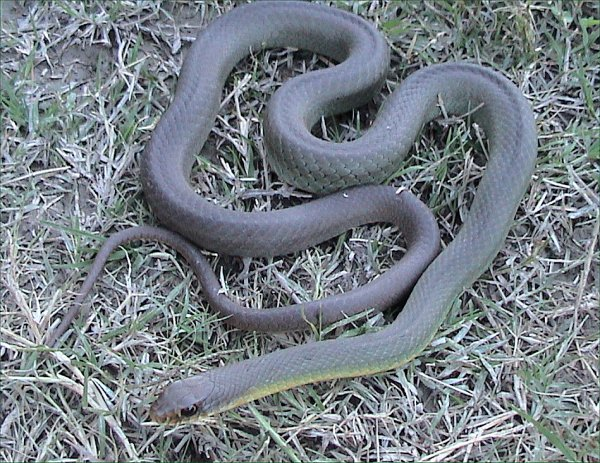
راسرة صفراء البطن بالغة، C. c. flaviventris
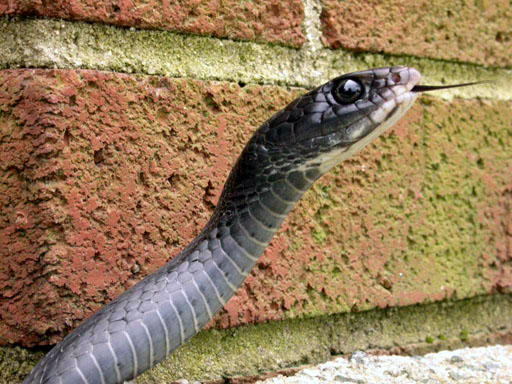
راسرة شماليَّة سوداء، C. c. constrictor
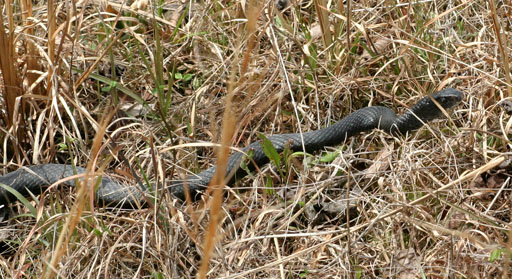
راسرة شماليَّة سوداء، C. c. constrictor في موئلٍ طبيعي نمطي
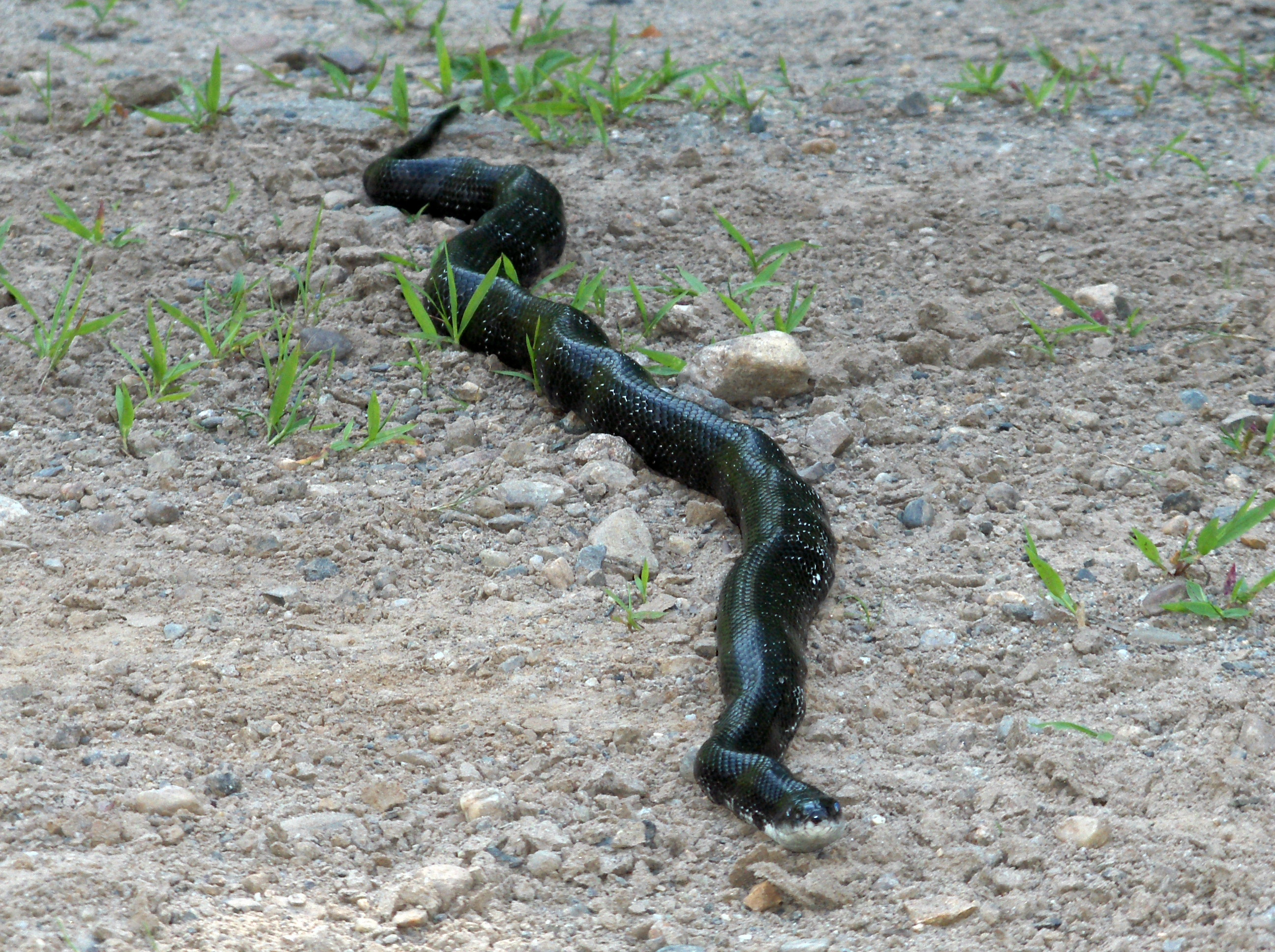
أفعى الجرذان السوداء، Elaphe obsoleta obsoleta، غالبًا ما يُخطئ العامَّة بينها وبين الرَّاسرة الشرقيَّة